# Florenzio (vescovo)
Florenzio (fl. V secolo) è stato un vescovo italiano, vissuto nel V secolo.

## Biografia
Florenzio è il primo vescovo di Telesia di cui si ha notizia.
Il vescovo Florentius Telesinus partecipò al concilio romano, celebrato da papa Ilario e tenutosi il 19 novembre dell'anno 465 nella basilica di Santa Maria Maggiore in Roma.
Il nome del vescovo è citato nella trentaseiesima riga dell'elenco dei prelati che parteciparono all'assemblea, ed è preceduto da Servideo vescovo di Nomento e da Ilario vescovo di Amelia.